# Якшич, Никола
Никола Якшич (серб. Никола Јакшић; род. 17 января 1997, Белград) — сербский ватерполист, игрок клуба «Раднички» и сборной Сербии. Трёхкратный чемпион Олимпийских игр 2016, 2020 и 2024 годов, чемпион мира 2015 года, двукратный чемпион Европы (2016 и 2018 годов) чемпион Средиземноморских игр 2018 года.

## Карьера
На клубном уровне Никола Якшич играл за ВК «Партизан Белград» до 2017 года, становился чемпионом Сербии с 2015 по 2017 год. Выигрывал чемпионат Венгрии с «Ференцварошем» из Будапешта в 2018 и 2019 годах. В 2022 году выиграл чемпионат Сербии в составе «ВК Нови Белград».
С 2015 года играет в сборной страны. В 2015 году в Казани на чемпионате мира в составе сборной завоевал золотую медаль, став чемпионом планеты.
Принимал участие в летних Олимпийских играх 2016 года в Бразилии, где вместе с Сербией дошёл до финала и одолев Хорватию завоевал первую золотую олимпийскую медаль.
В 2016 и 2018 годах становился чемпионом Европы.
В 2021 году принимал участие в летних Олимпийских играх в Токио, где сербы повторили итог четырёхлетней давности и вновь стали олимпийскими чемпионами.
На Олимпийских играх 2024 года в Париже сербы в финале встретились с Хорватией и победили 13-11. Никола Якшич, забив в финале два гола, стал трёхкратным чемпионом Олимпийских игр.
Младший брат Петар Якшич также игрок национальной сборной по водному поло.

## Клубные трофеи
- Лига чемпионов ЛЕН 2018/19 годов в составе «Ференцвароша»;
- Кубок Европы ЛЕН 2017/18 годов в составе «Ференцвароша»;
- Суперкубок Европы 2017/18, 2018/19 годов в составе «Ференцвароша»;
- Чемпионат Сербии 2014/15, 2015/16, 2016/17 годов в составе «Партизана»;
- Кубок Сербии 2015/16, 2016/17 годов в составе Партизана";
- Чемпионат Венгрии 2017/18, 2018/19 годов в составе «Ференцвароша»;
- Кубок Венгрии 2017/18, 2018/19, 2019/20, 2020/21 годов в составе «Ференцвароша».